# Augsburg Airways
Augsburg Airways  (Augsburg Airways GmbH) var ett regionalt flygbolag, baserat i Hallbergmoos, Landkreis Freising, förbundslandet Bayern i Tyskland och ingick i Lufthansa Regional. Augsburg Airways utförde även nationella och internationella flygningar för Lufthansa. Dess huvudsakliga nav var Münchens flygplats. Den 26 oktober 2013 avvecklades flygbolaget, då kontraktet med Lufthansa inte längre gällde och en förnyelse inte var aktuell.  

## Historia
Flygbolaget grundades 1980 och startade sin verksamhet 1981 under namnet Interot Airways med inledningsvis med flyg från Augsburg till Düsseldorf. 1993 började bolaget flyga till europeiska semesterorter för researrangörer. 1994 startades den första internationella linjen till Florens. Samarbetet med Lufthansa inleddes 1996 vilket åtföljdes av ett namnbyte till Augsburg Airways. Från 1 juni 2002 omstrukturerades verksamheten och 2003 blev det en del av Lufthansa Regional. Augsburg Airways köptes av Cirrus Airlines och ingår i Cirrus gruppen.